# Santa Maria de Viseu
A freguesia de Santa Maria de Viseu é uma extinta freguesia portuguesa do município de Viseu, que tinha 3,57 km² de área e 6 790 habitantes (2011), e, por isso, uma densidade populacional de 1 902 hab/km². Foi anteriormente denominada freguesia da Sé.
Foi extinta pela reorganização administrativa de 2012/2013, sendo o seu território integrado na então criada União das Freguesias de Viseu.

## População
| População da freguesia de Viseu (Santa Maria de Viseu) | População da freguesia de Viseu (Santa Maria de Viseu) | População da freguesia de Viseu (Santa Maria de Viseu) | População da freguesia de Viseu (Santa Maria de Viseu) | População da freguesia de Viseu (Santa Maria de Viseu) | População da freguesia de Viseu (Santa Maria de Viseu) | População da freguesia de Viseu (Santa Maria de Viseu) | População da freguesia de Viseu (Santa Maria de Viseu) | População da freguesia de Viseu (Santa Maria de Viseu) | População da freguesia de Viseu (Santa Maria de Viseu) | População da freguesia de Viseu (Santa Maria de Viseu) | População da freguesia de Viseu (Santa Maria de Viseu) | População da freguesia de Viseu (Santa Maria de Viseu) | População da freguesia de Viseu (Santa Maria de Viseu) | População da freguesia de Viseu (Santa Maria de Viseu) |
| ------------------------------------------------------ | ------------------------------------------------------ | ------------------------------------------------------ | ------------------------------------------------------ | ------------------------------------------------------ | ------------------------------------------------------ | ------------------------------------------------------ | ------------------------------------------------------ | ------------------------------------------------------ | ------------------------------------------------------ | ------------------------------------------------------ | ------------------------------------------------------ | ------------------------------------------------------ | ------------------------------------------------------ | ------------------------------------------------------ |
| 1864                                                   | 1878                                                   | 1890                                                   | 1900                                                   | 1911                                                   | 1920                                                   | 1930                                                   | 1940                                                   | 1950                                                   | 1960                                                   | 1970                                                   | 1981                                                   | 1991                                                   | 2001                                                   | 2011                                                   |
| 4 209                                                  | 4 174                                                  | 4 984                                                  | 5 116                                                  | 5 058                                                  | 5 105                                                  | 6 122                                                  | 7 569                                                  | 8 205                                                  | 7 020                                                  | 6 667                                                  | 7 520                                                  | 6 902                                                  | 7 130                                                  | 6 790                                                  |

Denominava-se Viseu Ocidental. A actual designação foi-lhe dada pelo decreto lei nº 42.040, de 20/12/1958

## Património
- Sé de Viseu
- Basílica altomedieval de Viseu
- Edifício do Antigo Seminário
- Muralhas e Portas Antigas da Cidade: Porta dos Cavaleiros, Porta do Soar
- Paço da Torre da rua de D. Duarte (antiga rua da Cadeia)
- Solar dos Peixotos
- Casa dos Primes
- Igreja de Santo António do antigo Convento das freiras Beneditinas
- Casa senhorial, apoiada sobre as muralhas de Viseu
- Casa de São Miguel
- Casa de Treixedo
- Casa da Calçada (calçada da vigia)
- Igreja da Misericórdia de Viseu
- Casa de Henrique Felgar
- Igreja do Carmo

## Resultados eleitorais

### Eleições autárquicas (Junta de Freguesia)
| Partido      | %    | M    | %    | M    | %    | M    | %    | M    | %    | M    | %    | M    | %    | M    | %    | M    | %    | M    | %    | M    |
| Partido      | 1976 | 1976 | 1979 | 1979 | 1982 | 1982 | 1985 | 1985 | 1989 | 1989 | 1993 | 1993 | 1997 | 1997 | 2001 | 2001 | 2005 | 2005 | 2009 | 2009 |
| ------------ | ---- | ---- | ---- | ---- | ---- | ---- | ---- | ---- | ---- | ---- | ---- | ---- | ---- | ---- | ---- | ---- | ---- | ---- | ---- | ---- |
| CDS-PP       | 34,6 | 4    | 35,4 | 7    | 30,0 | 6    | 28,2 | 4    | 23,1 | 3    | 9,9  | 1    | 14,7 | 2    | 8,0  | 1    | 6,2  | 1    | 8,2  | 1    |
| PPD/PSD      | 29,3 | 4    | 31,5 | 6    | 32,4 | 7    | 38,1 | 6    | 36,7 | 5    | 43,1 | 6    | 43,7 | 6    | 52,2 | 8    | 47,2 | 7    | 53,4 | 8    |
| PS           | 25,7 | 3    | 23,1 | 5    | 27,6 | 5    | 21,8 | 3    | 31,7 | 5    | 39,5 | 6    | 34,4 | 5    | 30,1 | 4    | 33,0 | 5    | 26,5 | 4    |
| FEPU/APU/CDU | 7,0  | -    | 8,2  | 1    | 7,1  | 1    | 6,3  | -    | 2,9  | -    | 3,2  | -    | 2,1  | -    | 1,7  | -    | 1,8  | -    | 2,7  | -    |